# Искандеров, Мирзагани Искандерович
Мирзагани Искандерович Искандеров — советский хозяйственный, государственный и политический деятель, учёный, доктор исторических наук, член-корреспондент АН Узбекской ССР (1989).

## Биография
Родился в 1925 году в кишлаке Бахриабад Задарьинского района. Член КПСС.
С 1943 года — на хозяйственной, общественной и политической работе. В 1943—1995 гг. — инспектор военно-учетного стола Уйчинского райисполкома, инструктор, завотделом пропаганды и агитации Уйчинского райкома партии, руководитель лекторской группы Наманганского обкома партии, лектор, завсектором ЦК КП Узбекистана, завотделом пропаганды и агитации Ташкентского обкома партии, руководитель лекторской группы отдела пропаганды и агитации ЦК КП Узбекистана, заведующий межреспубликанскими постоянно действующими курсами переподготовки руководящих партийных и советских кадров, заведующий отделом пропаганды и агитации ЦК КП Узбекистана, ректор Ташкентской высшей партийной школы.
Избирался депутатом Верховного Совета Узбекской ССР 9-11-го созывов.
Умер в Ташкенте в 1995 году.